# L’Esquerra pel Dret a Decidir

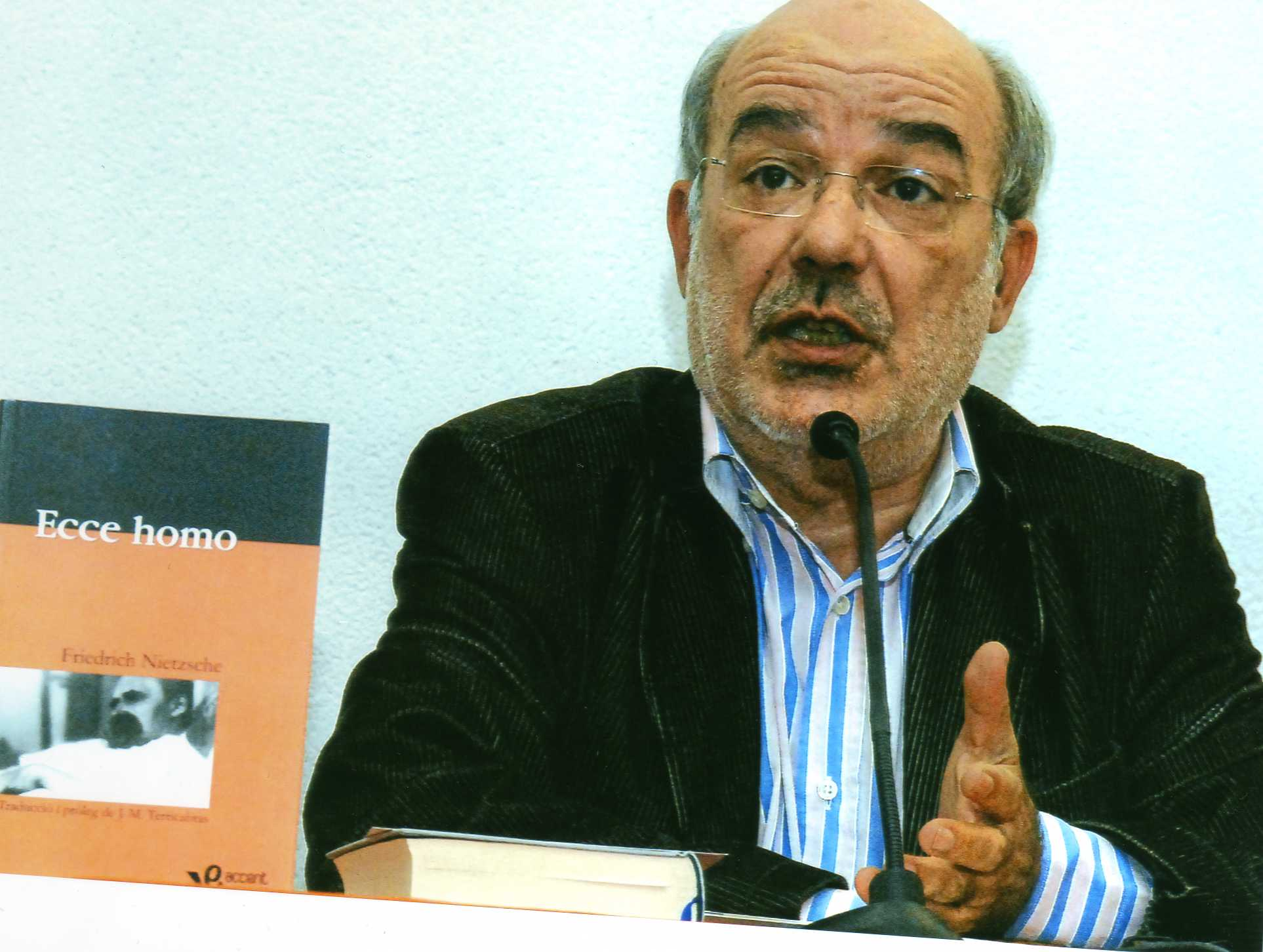
Josep Maria Terricabras – lider listy wyborczej EPDD

Lewica na rzecz Prawa do Decydowania (hiszp. La Izquierda por el Derecho a Decidir, kat. L'Esquerra pel Dret a Decidir, EPDD) – wyborcza koalicja katalońskich lewicowych i separatystycznych partii politycznych.
Sojusz powstał w 2014 celem wspólnego startu w wyborach europejskich w tym samym roku. Zawiązały go Republikańska Lewica Katalonii, NECat i Catalunya Sí. Na liście wyborczej znaleźli się również przedstawiciele mniejszych lewicowych ugrupowań katalońskich. Program koalicji koncentrował się na kwestiach socjalnych oraz dążenia do niepodległości Katalonii.
W głosowaniu z 25 maja 2014 EPDD uzyskała około 4% głosów i 2 mandaty w PE VIII kadencji, które obsadzili Josep Maria Terricabras (Catalunya Sí) i Ernest Maragall (NECat).